# 1345
سنة 1345 كانت سنة بسيطة تبدأ يوم السبت (الرابط يظهر نموذج التقويم الكامل للسنة) من التقويم اليولياني. كانت سنة في القرن الرابع عشر، في خضم فترة في تاريخ العالم كثيرا ما يشار إليها بأواخر العصور الوسطى.

## أحداث
- تأسيس مدينة المنامة وتقع حاليا في البحرين.
- تأسيس مدينة بيالا بودلاسكا وتقع حاليا في بولندا.
- قام خانية القبيلة الذهبية بمحاولة ثانية لفرض حصار على مدينة كافا التابعة لجنوة. (فشلت محاولة سابقة لأن كافا كانت قادرة على إيصال المؤن عبر البحر الأسود). وفشل حصار 1345 في العام التالي حيث تعرض المغول للطاعون وأجبروا على التراجع. لذلك يُشار إلى هذا الحصار باعتباره أحد الأحداث الرئيسية التي جلبت الطاعون إلى أوروبا.

## مواليد
- غونغيانغ ملك غوريو
- فرناندو الأول ملك البرتغال سياسي برتغالي
- قاضي برهان الدين شاعر إيراني
- كارلو الثالث ملك نابولي

## وفيات
- علاء الدين كجك
- عماد الدين إسماعيل